# Hollym (Yorkshire de l'Est)
Hollym est une paroisse civile et un village du Yorkshire de l'Est, en Angleterre.